# Abies yuanbaoshanensis
Abies yuanbaoshanensis, descrita por Y.J.Lu & L.K.Fu é uma espécie de conífera da família Pinaceae. Foi descoberta recentemente e pode apenas ser encontrada em Yuanbao Shan, na província de Guangxi, China. Toda a população, estimada em 589 espécimes, se encontra em apenas 4 hectares. A população sofreu um grande impacto devido a um inverno severo em 2008. Há um esforço para a conservação da espécie feita pela Reserva Natural Nacional de Yuanbao Shan (NNR). Estudo da SOS  fetio em 2014, baseado em dados históricos, mostram que há um aumento da população. Porém os dados foram coletados usando metodologias diferentes.